# Whidbey Island
Whidbey Island ist eine Insel im Island County im Nordwesten des US-Bundesstaats Washington. Mit 436 km² ist Whidbey Island die größte Insel des Staates Washington. Etwa 56.000 Menschen wohnen auf der Insel.
Die Wirtschaft basiert überwiegend auf Landwirtschaft. Das nördliche Ende ist jedoch stärker urbanisiert, größtenteils wegen der in der Nähe von Oak Harbor gelegenen Naval Air Station Whidbey Island. Dies hat zur Ansiedlung von Einkaufszentren und Niederlassungen von Filialisten für Einzelhandel geführt. Das südliche Ende hat seine ländliche Atmosphäre behalten und ist von dörflichen Strukturen geprägt, von Ackerland, Wäldern und Parks. Zum Teil dient es auch als Schlafstätte für Pendler, die in Seattle oder im nahegelegenen Everett auf dem Festland arbeiten, wo sich das Hauptwerk von Boeing befindet.
Whidbey Island und besonders die Gegend um den idyllischen Ort Langley zieht im Sommer viele Touristen an. Hauptattraktion sind Wassersportarten, wobei man vom Wasser aus einen guten Blick auf die schneebedeckten Berge der Kaskadenkette und der Olympic Mountains genießt. Außerdem existieren auf der Insel mehrere durch den Staat Washington ausgewiesene Schutzgebiete wie der Fort Casey State Park und der Fort Ebey State Park.
Die regionale Küche ist wegen ihrer Fischgerichte, vor allem Lachs- und Krabbengerichte bekannt.

## Geographie, Klima und Vegetation
Die Insel liegt rund 50 km nördlich von Seattle. Die Westküste reicht in die östliche Öffnung der Juan de Fuca Strait und das Admiralty Inlet, im Süden liegt der Puget Sound, ostwärts der Possession Sound und die Saratoga Passage, im Norden der Deception Pass. Die Insel ist bis zu 100 km lang und 2 bis 16 km breit.
Die Insel liegt zum Teil im Windschatten der Olympic Mountains. Daher ist die Insel nicht sehr feucht. Etwas feuchter ist der Süden mit Jahresniederschlägen von 760 mm, am trockensten ist die Gegend südlich von Coupeville mit 460 bis 510 mm, wobei es wieder etwas feuchter im Norden wird (660 mm). Im Süden herrscht flaches Küstengebiet vor, der Norden ist felsiger und steiler.
So ähnelt die Vegetation im Süden eher der des Festlands. Die wichtigsten Baumarten sind Douglasie, Rot-Erle, Oregon-Ahorn, Riesen-Lebensbaum, Westamerikanische Hemlocktanne und Amerikanischer Erdbeerbaum. Ansonsten gibt es im Unterwuchs Roter Holunder, Vaccinium ovatum, Shallon-Scheinbeere, Berberis aquifolium, Wald-Schaumspiere (Holodiscus discolor) und verschiedene Arten an Brennnesseln. Mit der weißen Besiedlung kamen verschiedene Fingerhüte, Efeu und Stechpalmen (Ilex) hinzu.
Im Süden wächst die Oregon-Grape (Berberis aquifolium), eine Berberitzenart, die zum Norden hin seltener wird. Viel häufiger istVaccinium parvifolium der endemische Rhododendron macrophyllum, eine Art, die zwischen dem Süden British Columbias und Kalifornien wächst. Oregon-Eichen (Quercus garryana), Erdbeerbäume, Tannen, Sitka-Fichten und Küstenkiefern, ja, ein einheimischer Kaktus sind nicht selten.
In der felsigen Deception-Pass-Region wachsen Wacholder in Küstennähe. Kahler Ahorn, vor allem aber Essbare Prärielilien – für die Indianer ein wichtiges Handelsgut – und Lilien, dazu Indian Paintbrush, eine Seidenpflanzenart, die sonst eher in den Rocky Mountains vorkommt, prägen hier das Bild.

## Geschichte
Die Insel war ursprünglich von Angehörigen der Küsten-Salish, genauer der Skagit, Swinomish, Suquamish und Snohomish besiedelt und wurde von weiteren Stämmen genutzt.
Sie wurde 1790 erstmals von einer europäischen Expedition unter Führung von Kapitän George Vancouver gesichtet. Im Mai dieses Jahres begannen der Navigator und Segelmeister (englisch Master) Joseph Whidbey zusammen mit den Seeoffizier Peter Puget mit der Erforschung und Kartografierung des Gebietes um den Puget Sound. Whidbey umrundete die Insel im Juni und Kapitän Vancouver benannte die Insel nach ihm. Die Forscher berichteten, dass nirgendwo sonst in der Region so viele Indianer anzutreffen waren, wie hier. Sie schätzten ihre Zahl auf weit über 1.500.

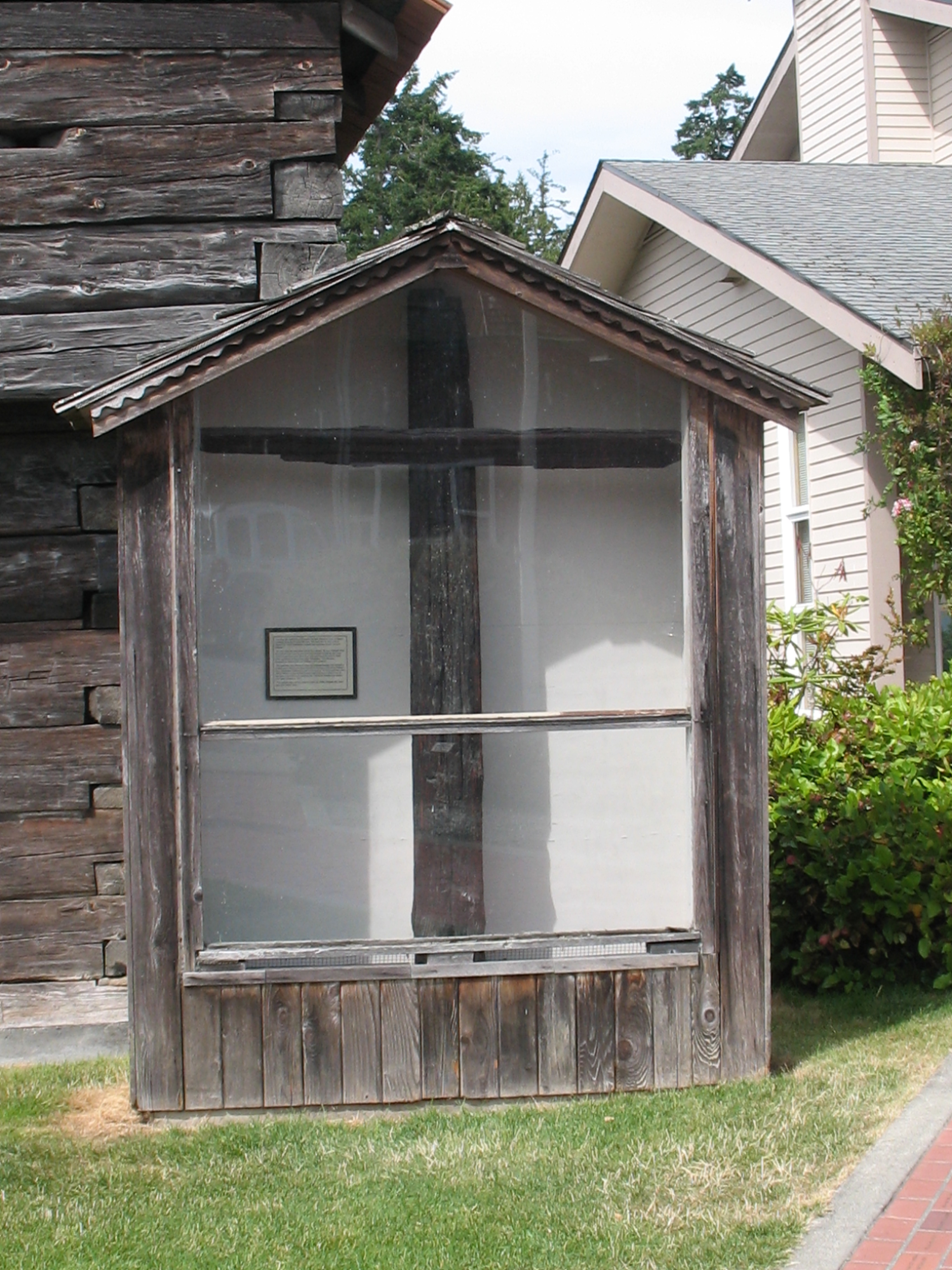
Das Pater Blanchet 1840 überreichte Kreuz. Es ist seit 1915 wieder zu besichtigen.

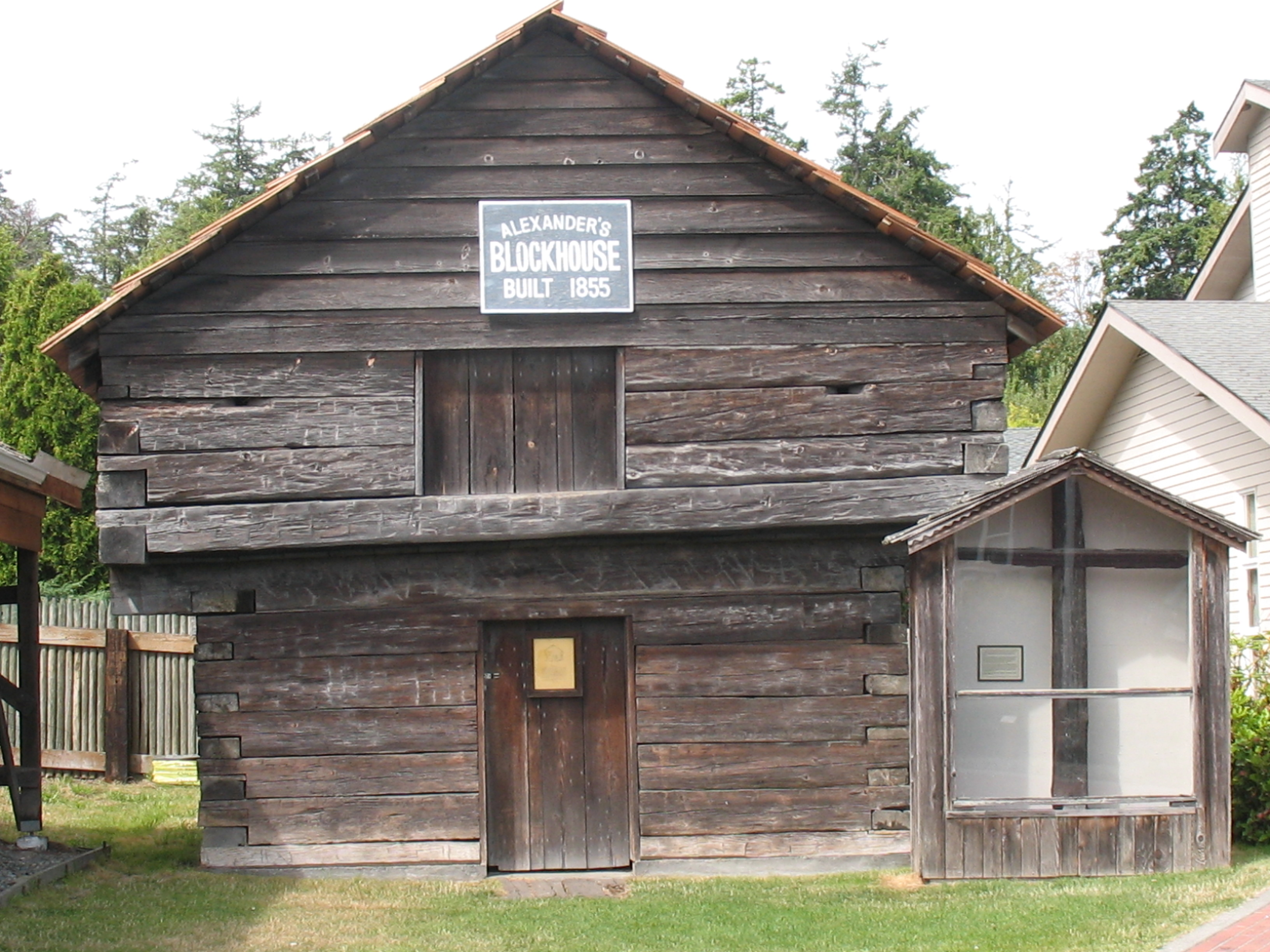
Das älteste Blockhaus der Insel steht neben dem Museum in Coupeville

Der katholische Missionar Pater François Norbert Blanchet war am 26. Mai 1840 der erste Weiße, der auf der Insel nächtigte. Er berichtet davon, dass die Indianer Kartoffeln und Bohnen anbauten, die sie wohl von den Europäern übernommen hatten. Die Insel war in weiten Räumen kultiviert. Er traf in Penn Cove den Skagit-Häuptling Tslalakum, der ihn aufgefordert hatte, auf die Insel zu kommen. Dort traf er nach eigenen Angaben 400 Taufwillige an, dazu ein Kreuz, das er segnete.
1850 wurde Colonel Isaac Ebey der erste dauerhaft bleibende Siedler auf der Insel. Nach ihm wurde Fort Ebey an der mittleren Westküste, nordwestlich von Coupeville benannt. Er unterhielt mit einem Boot einen täglichen Postdienst nach Port Townsend. Dort befindet sich auch der Leuchtturm Admiralty Head Lighthouse. Die Gegend um Coupeville ist heute das Ebey’s Landing National Historical Reserve, das älteste Haus ist „Alexander’s Blockhouse“ von 1855.
Schon seit Jahrzehnten litt die Region unter den Raubzügen nördlicher Indianerstämme, denen 1857 auch der erste Siedler zum Opfer fiel. Im November 1856 hatte eine Gruppe von Tlingit aus dem Raum Sitka bei Port Gamble gelagert. Das Schiff USS Massachusetts forderte sie auf, den Ort zu verlassen, eröffnete dann das Feuer und tötete dabei 28 Indianer, einschließlich eines Häuptlings (eigentlich eines Hyas Tyee, einer sehr hochstehenden Person). Im nächsten Jahr kehrten die Kake zurück, um aus Rache einen Hyas Tyee, eine gleichrangige Person zu töten. Ebey, der dabei ums Leben kam, galt als Kandidat für das Amt des Gouverneurs. Die katastrophale Pockenepidemie von 1862 beendete diese Raubzüge.
Patkanim, Häuptling der Snoqualmie und der Snohomish hatte sein Machtzentrum am Zusammenfluss von Snoqualmie und Tolt River in einem Ort namens Yelhw (heute Fall City). Sein Gebiet erstreckte sich beiderseits der Grenze zwischen den USA und Kanada. Mit der Verfügung über den Snoqualmie Pass kontrollierten die beiden Stämme den Handel. 1848 veranlasste Patkanim auf Whidbey Island ein Powwow von rund 8.000 Indianern. Er unterzeichnete am 22. Januar 1855 den Vertrag von Point Elliott, unterstützte die Bewohner von Seattle, stellte sich im Puget-Sound-Krieg auf die Seite der USA, half beim Bau von Forts und deckte mit 100 seiner Leute den Snoqualmie-Pass. 1856 setzte Gouverneur Stevens ein Kopfgeld auf Räuber aus, woraufhin der Häuptling ihm zahlreiche Gefangene gegen Zahlung von 20 Dollar für einfache Krieger und 80 Dollar für Häuptlinge auslieferte.
Die erste größere nichtindigene Siedlung war Coupeville, wo noch heute mehr als 50 der frühen Häuser unter Denkmalschutz stehen. Als erster Bewohner der Insel erwarb Richter Lester Still ein Auto, das er 1902 von dem Chicagoer Unternehmen Holsman Automobile Company erwarb und auf die Insel bringen ließ.
Gegen Ende des 19. Jahrhunderts wuchs Oak Harbor zu einem größeren Ort heran, doch war bis zum Bau der Brücke über den Deception Pass, der Whidbey Island 1935 mit Fidalgo Island und damit mit dem Festland verband, die Insel ländlich-isoliert. Städtischen Charakter nahm Oak Harbor, dessen Bevölkerungszahl bei rund 30.000 liegt, mit der Einrichtung einer Marinebasis ab 1940 an.
Eine grundlegende Veränderung in der Einstellung der meisten Inselbewohner zu ihrer natürlichen Umgebung fand im Jahr 1972 statt. In diesem Jahr wurden mehr als 25 Orcas zusammengetrieben und abgeschlachtet, die Jungtiere an Zoos verkauft. Die filmische Dokumentation dieses Vorgangs führte zu heftigen Reaktionen. Die Meeressäuger wurden unter strengen Schutz gestellt.

## Regierung
Whidbey Island, Camano Island und einige unbewohnte Eilande bilden heute das Island County.

## Wirtschaft
Die Deception Pass Bridge verbindet die Insel am Nordende mit Fidalgo Island über den Deception Pass. Fähren verbinden Clinton südwärts mit Mukilteo, und Keystone an der Westküste mit Port Townsend auf der Olympic Peninsula.
Penn Cove ist bekannt für seine Muscheln. Der Tourismus hat eine gewisse Bedeutung erlangt, vor allem um das südlich gelegene Langley. Die Ortschaft wird vor allem von Besuchern aus Seattle frequentiert, die Zurückgezogenheit und Ruhe suchen.

## Infrastruktur
In Coupeville befindet sich ein Krankenhaus, eine Ambulanz in Clinton. Auch der Luftwaffenstützpunkt verfügt über einen Krankendienst, jedoch nur für das dortige Personal und dessen Familien.
Auf Whidbey Island existiert ein Environmental Action Network (WEAN), das die Landschaft hinsichtlich illegaler Verschmutzungen, Holzeinschläge u. a. überwacht.
Island Transit finanziert seine neun Gratis-Bustransporte durch eine eigene Steuer. Jedoch ist das Angebot samstags sehr dünn, am Sonntag verkehren die Busse gar nicht. Die Washington State Routes 20 und 525 sind Teil des recht dichten Straßennetzes der Insel.
Zwei kleine Zivilflughäfen, einer südwestlich von Langley, einer südwestlich von Oak Harbor, bewältigen den geringen Luftverkehr, dazu kommen sechs private Flugplätze. Außerdem git es eine Übungsbasis der Navy südöstlich von Coupeville, die auch eine Air Base unterhält. Schließlich lässt ein Wasserflugzeugunternehmen seine Schiffe in der Oak Harbor Marina landen und verbindet die Gegend mit Seattle, genauer der Union Bay.
Da viele Pendler aus dem nahe gelegenen Everett auf dem Festland arbeiten, wo sich das Hauptwerk von Boeing befindet, pendelt alle 30 Minuten zwischen 5 Uhr und 1.30 Uhr eine Fähre von Clinton aus nach Mukilteo, ans Festland.

## Orte
(von Nord nach Süd)
- Oak Harbor
- Coupeville
- Keystone
- Lagoon Point
- Freeland
- Bayview (nicht zu verwechseln mit Bay View im Skagit County)
- Maxwelton
- Glendale
- Langley (Washington)
- Clinton (Washington)

## Sonstiges
Die United States Navy benannte in den 1980er Jahren eine Klasse Docklandungsschiffe nach dem Eiland, die Whidbey-Island-Klasse. Des Weiteren wurde das USN-Kriegsschiff Whidbey Island danach benannt.

An der Steilküste kommt es häufiger zu Senkungen oder Erdrutschen wie z. B. am 28. März 2013 in Ledgewood